# نقل‌قول‌هایی از رئیس مائو تسه‌تونگ
نقل‌قول‌هایی از رئیس مائو تسه‌تونگ (به چینی: 毛主席语录)، کتابی از گزیده سخنان و نوشته‌های مائو تسه‌تونگ، رهبر پیشین حزب کمونیست چین است، که از ۱۹۶۴ تا ۱۹۷۶ انتشار یافت، و به‌طور گسترده‌ای در طول انقلاب فرهنگی چین توزیع شد. مشهورترین نسخه‌های آن در قطع کوچک چاپ شدند، تا به‌آسانی قابل حمل باشند، و جلد سرخ درخشان داشتند. این کتاب نوشته خود مائو نیست. بلکه تمام آن گردآوری نقل‌قول‌هایی از او در جاهای مختلف و به مناسبت‌های گوناگون است. در این کتاب فصل‌هایی به نام «جوان، زن، مرد، انقلاب، جنگ و صلح، رهبری، کار سیاسی، روش اندیشیدن، اتحاد، نظم و قانون، هنر و فرهنگ» وجود دارد.
این نسخه‌ها در غرب عموماً به کتاب سرخ کوچک شناخته می‌شوند. گفته می‌شود که این کتاب یکی از پرنشرترین کتاب‌های چاپ‌شده در تاریخ است.

## نگارخانه

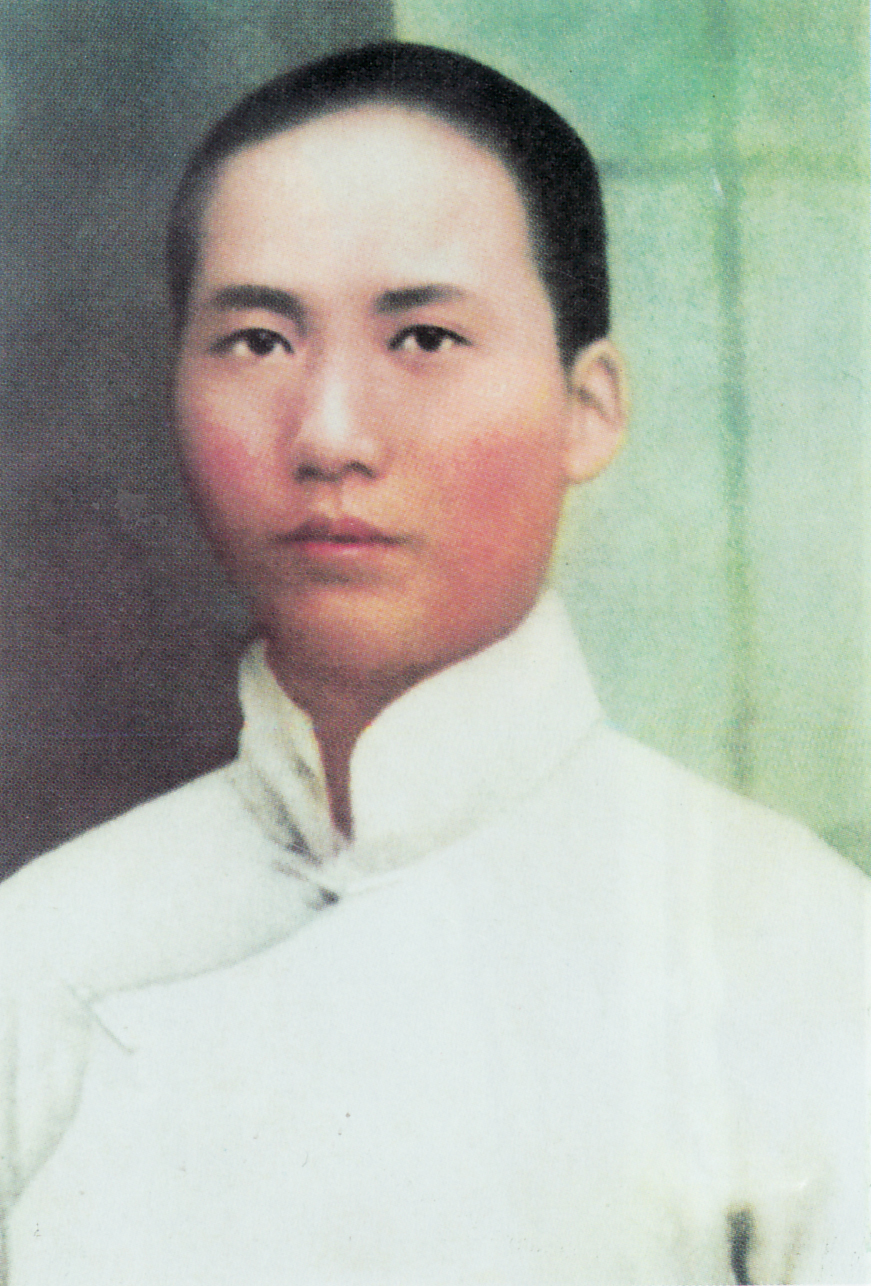
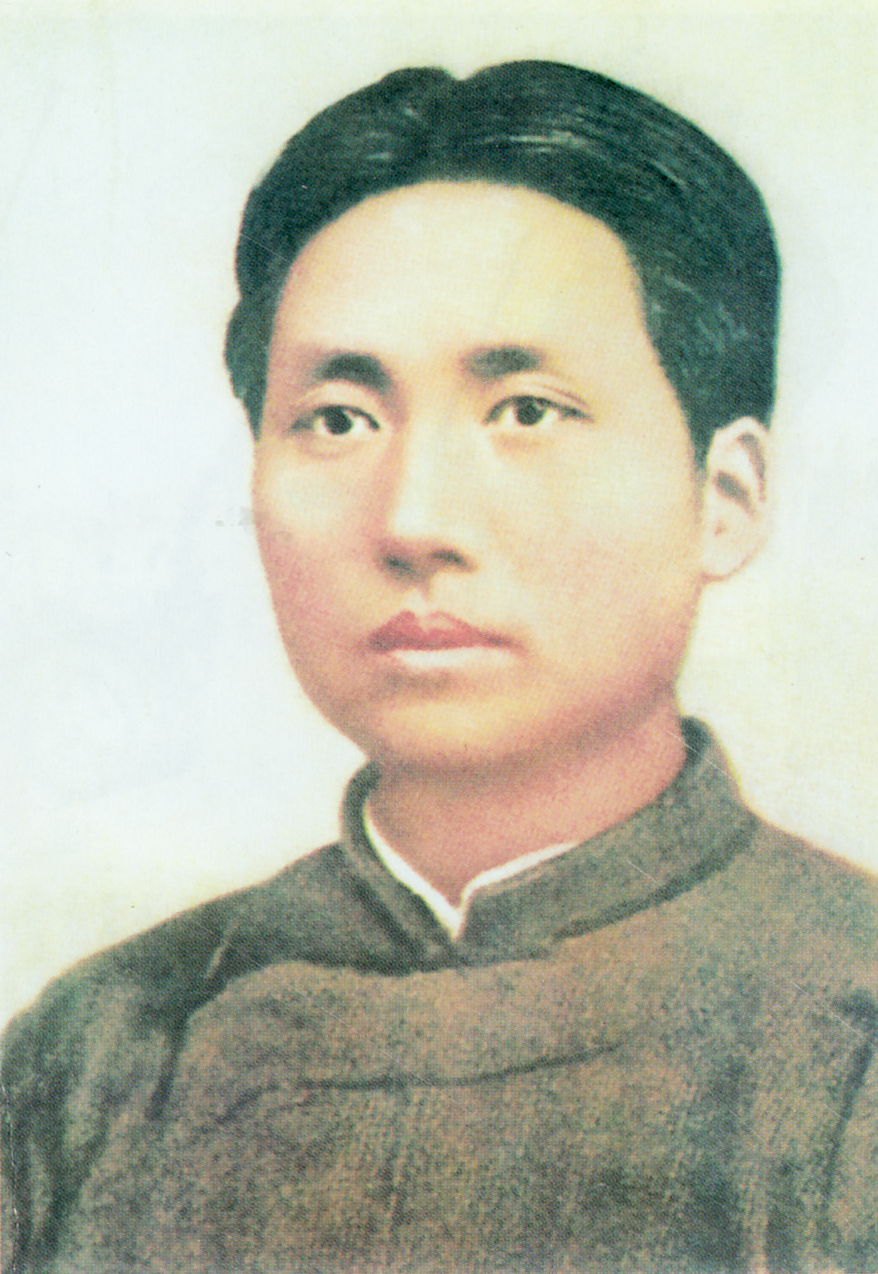
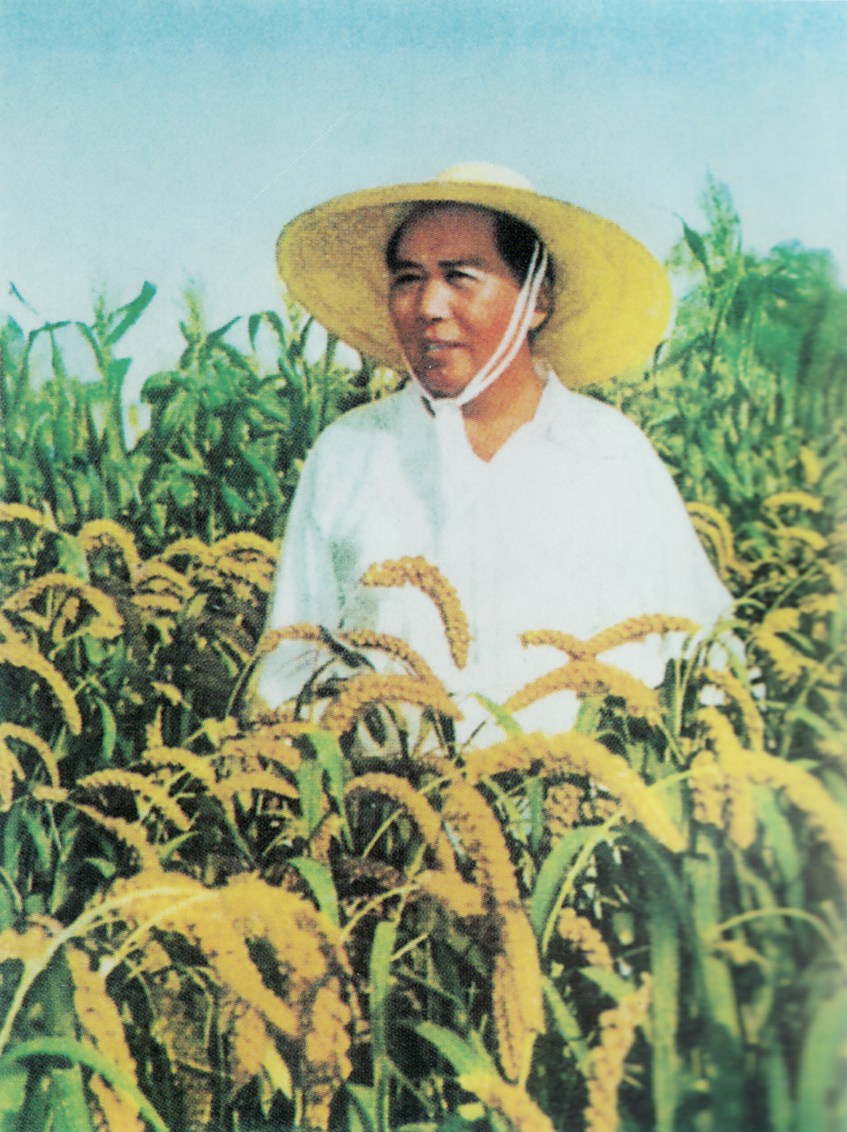
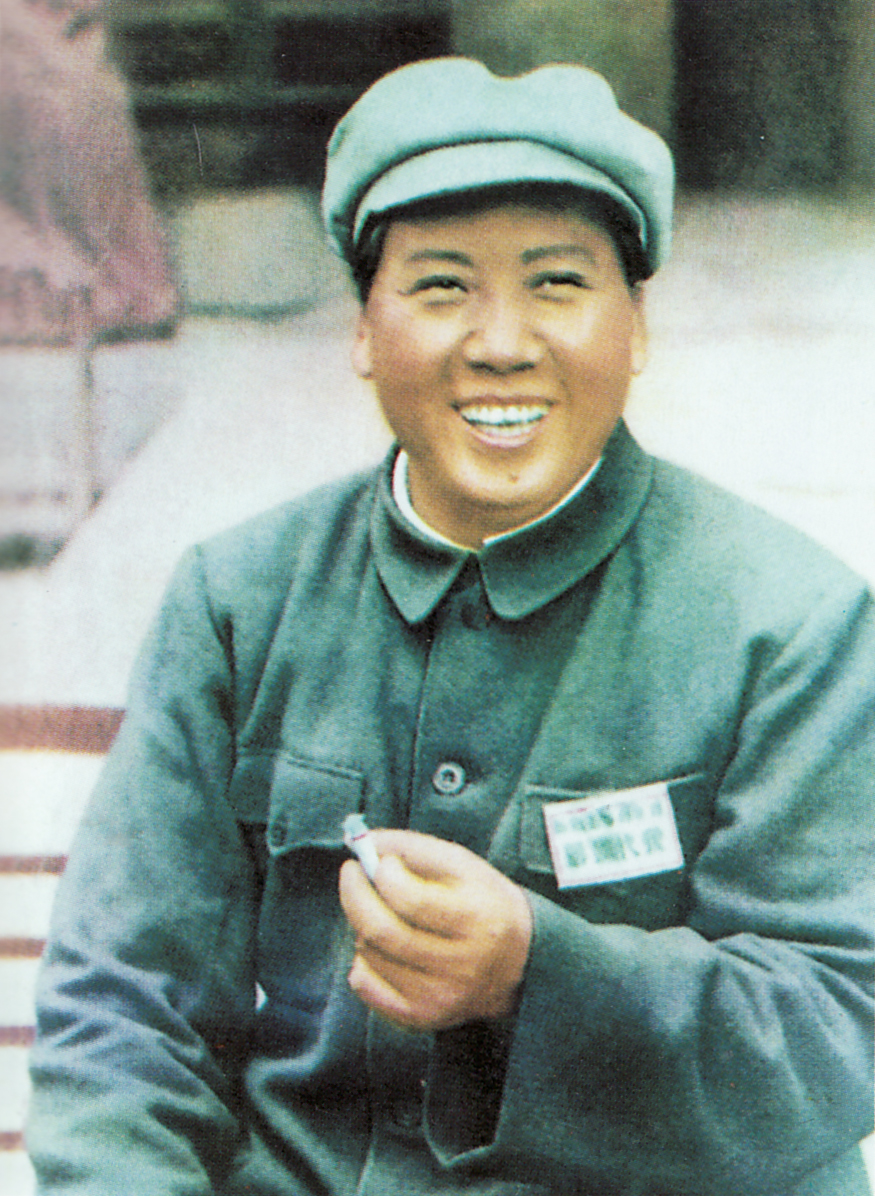
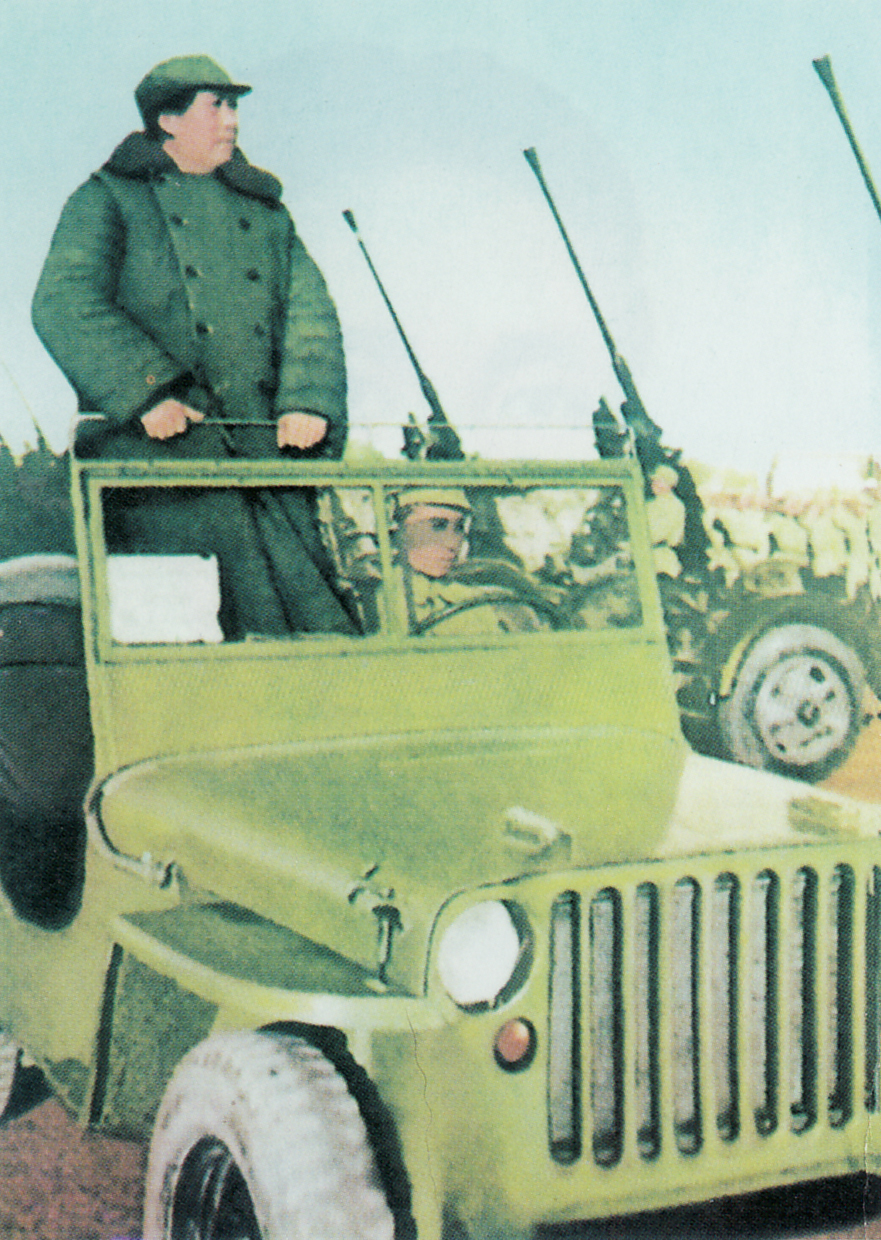
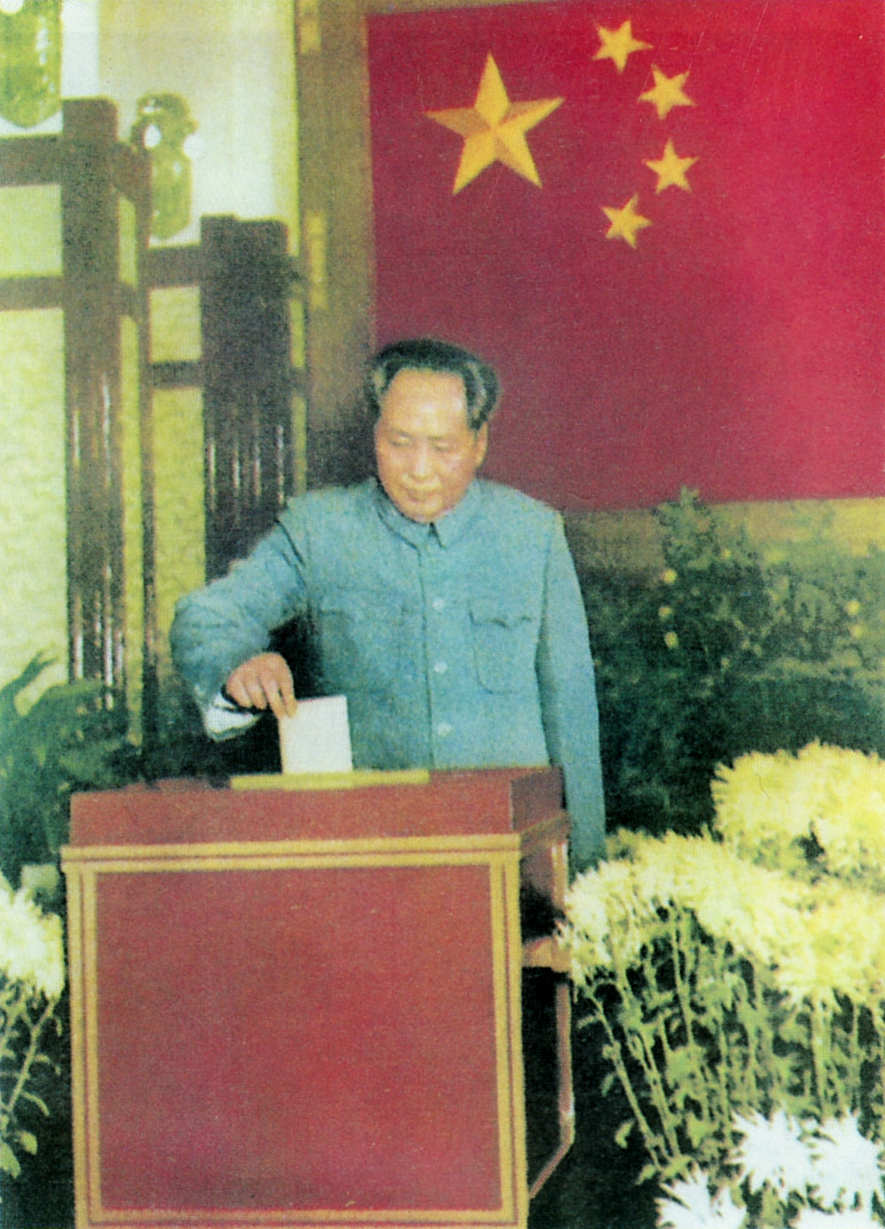
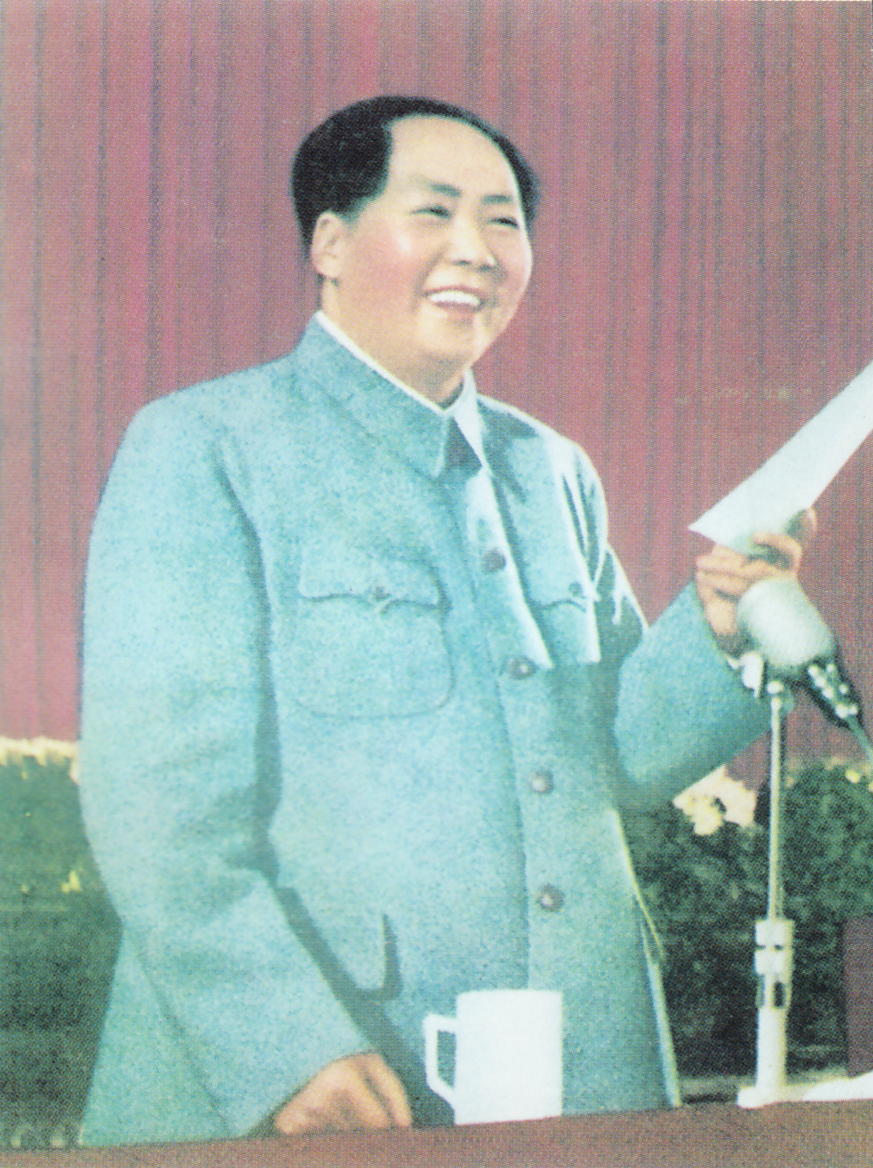
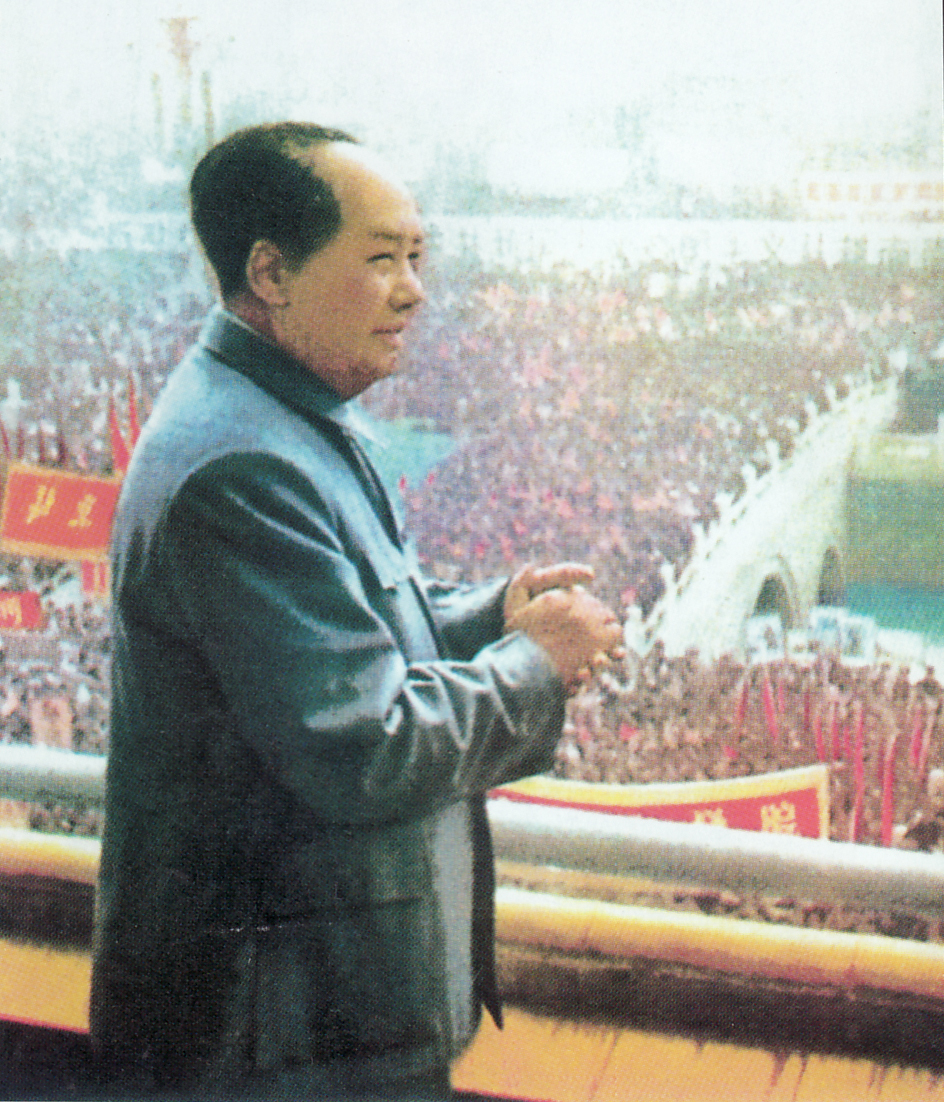
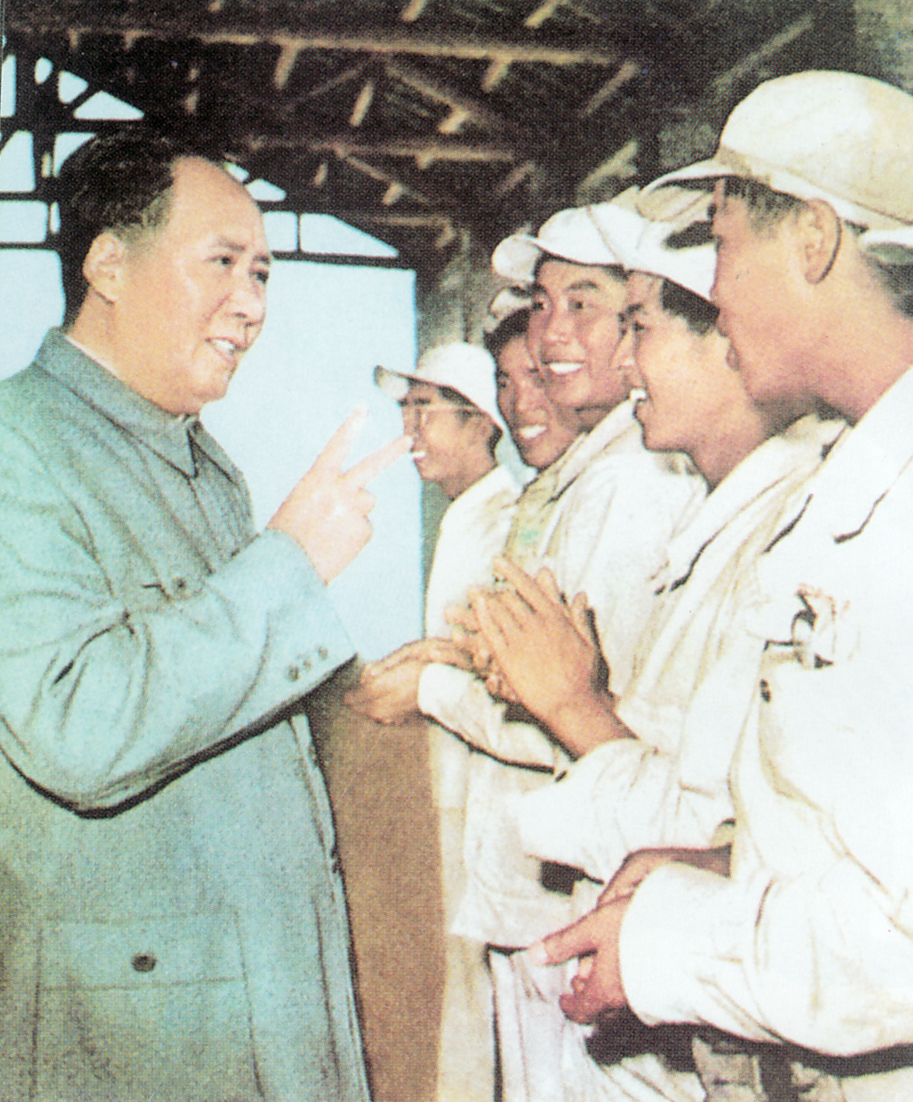
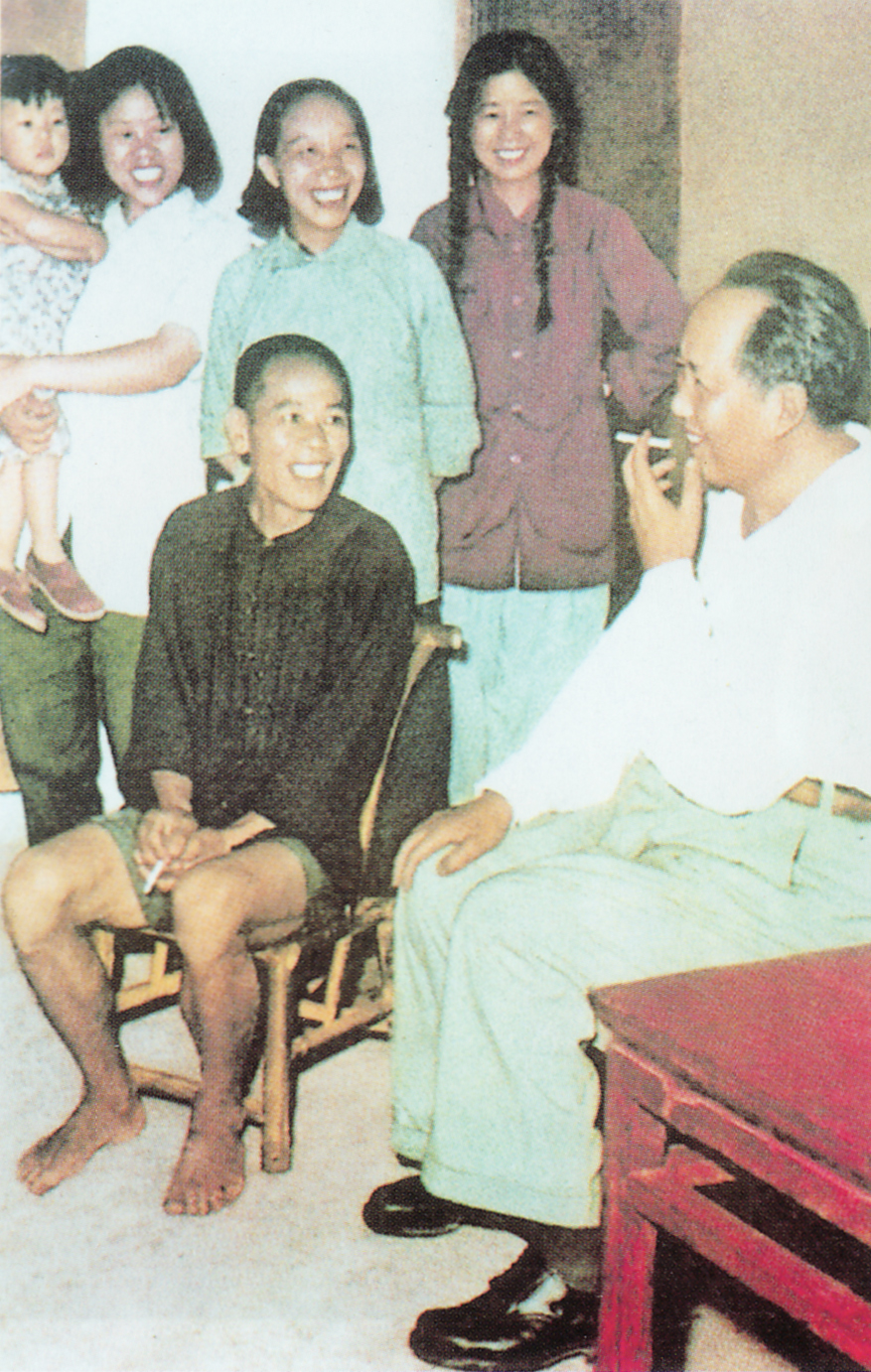
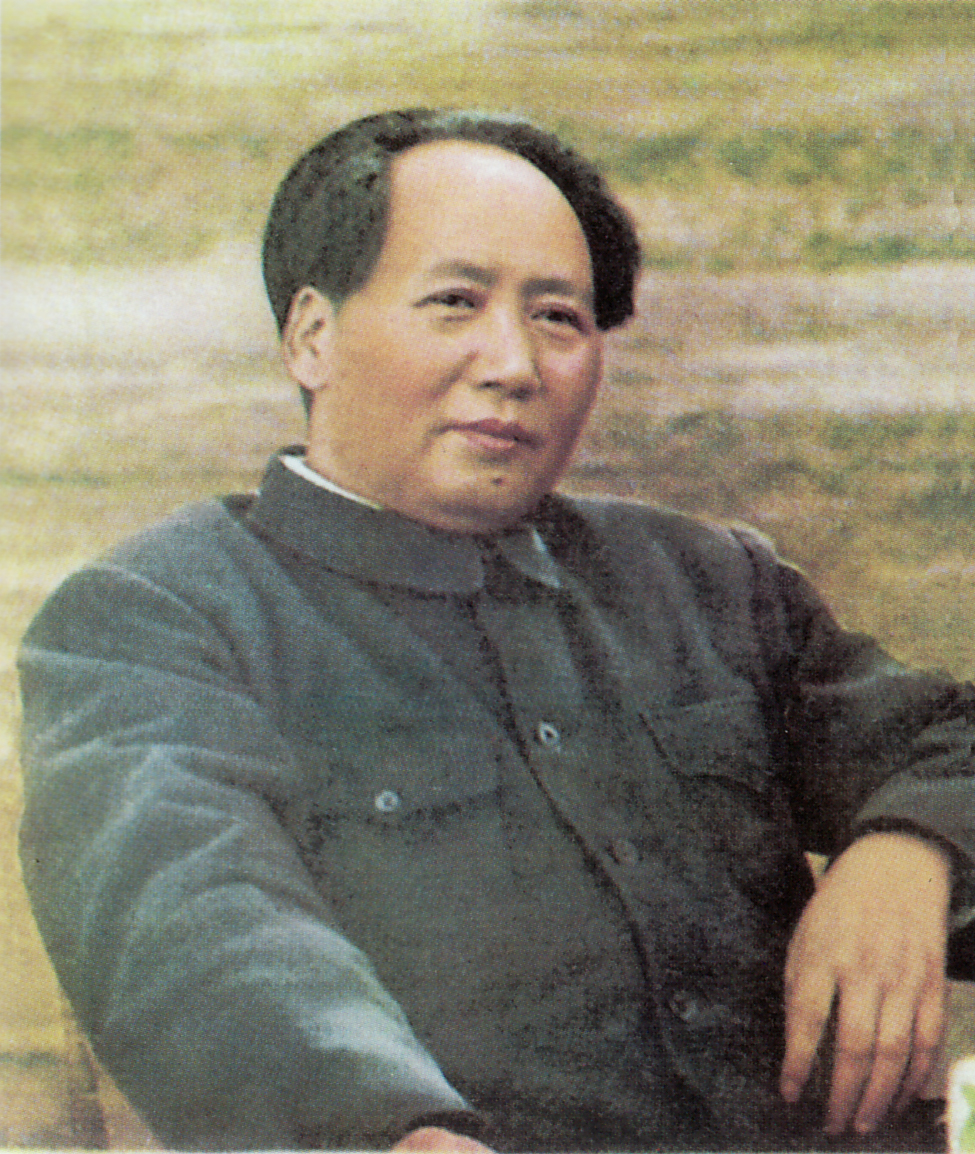
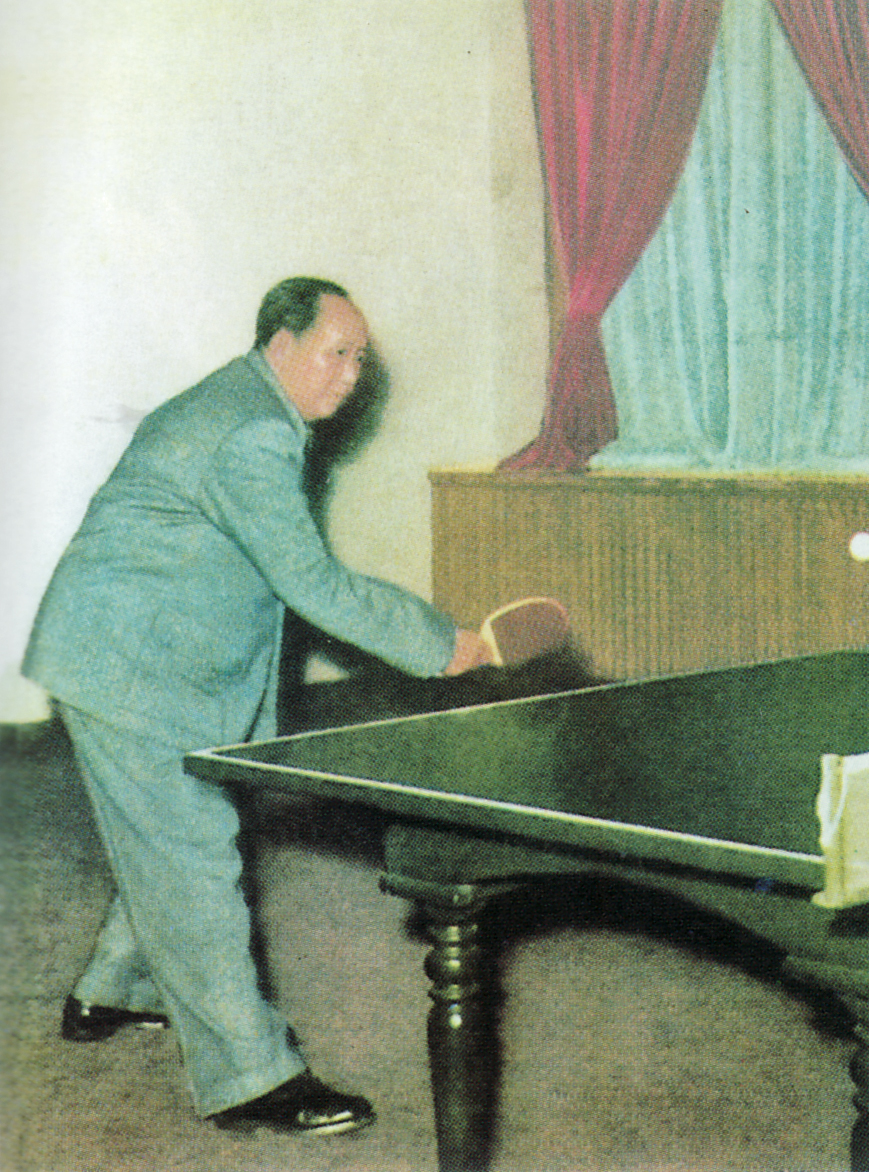